# نايجيلا لاوسون
نايجيلا لوسي لاوسون (6 يناير 1960) (بالإنجليزية: Nigella Lucy Lawson)- كاتبة متخصصة في شؤون الأكل والتغذية، ومذيعة تلفزيونية كما تعمل في مجال الصحافة، بعد تخرجها من جامعة أوكسفورد من المملكة المتحدة، عملت كناقد للمطاعم بالإضافة إلى تدقيقها للكتب المنشورة، وفي عام 1986 بدأت بالكتابة بشكل مستق للعديد من الصحف دون الالتزام بصحيفة معينة ولعل الشرارة التي اسهمت في شهرتها هو نشرها لكتابها الأول «كيف تأكل» وكان يصنف على أنه من كتب الطبخ وقد باعت من كتابها الأول 300,000 نسخة وأصبح من عداد الكتب الأكثر مبيعا.

## حياتها المبكرة
وُلدت نايجيلا لاوسون في واندسوورث، لندن ، واحدة من بنات نايجل لاوسون  ، النائب المحافظ في المستقبل ومستشار وزير الخزانة في حكومة مارغريت تاتشر، وزوجته الأولى فانيسا سالمون (1936-1985) ، مشهورة بجمالها  وريثة ثروة ليون وليز وشركاه. هي يهودية. يأتي والداها من أسر يهودية. تم اقتراح اسمها في الأصل من قبل جدتها. أسرتها احتفظت بمنازل في كينسينغتون وتشيلسي.
انفصل نايجل وفانيسا لوسون في عام 1980، عندما كانت نيجيلا في العشرين من عمرها. تزوجا كلاهما مره أخرى: والدها تزوج في ذلك العام من باحثه في مجلس العموم، تيريز ماكلير (التي تزوجها حتى عام 2008)، ووالدتها تزوجت في أوائل الثمانينيات من القرن الماضي من الفيلسوف الفريد جولز ايار (حيث ظلوا متزوجين حتى وفاة والدتها). بما أن والدها كان في ذلك الوقت شخصية سياسية بارزة، فقد وجدت نايجيلا بعض الأحكام والتصورات المسبقة التي تشكلت حول إحباطها. وقد عزت عدم سعادتها وهي طفلة جزئياً إلى العلاقة الإشكالية التي كانت تربطها بوالدتها.
توفيت والدة لوسون بسرطان الكبد في وستمنستر، لندن عن عمر يناهز 48 عامًا. إن أشقاء لوسون هم شقيقها دومينيك، المحرر السابق لصحيفة صنداي تلجراف وشقيقة هي هوراتيا، وشقيقتها توماسينا، التي توفيت بسرطان الثدي، في أوائل الثلاثينيات من عمرها، في عام 1993. الأخ غير الشقيق، توم، الذي يشغل حالياً منصب مدير كلية إيستبورن واخت غير شقيقة هي إميلي؛ توم وإميلي هما أولاد والدها من زوجته الثانية. لاوسون هي ابنه عم جورج مونبيوت وفيونا شاكلتون من خلال عائلة سالمون.

## الأصل العائلى
أثناء مشاركتها في السلسلة الثالثة من السلسلة الوثائقية التاريخية العائلية من إنتاج شبكة بي بي سي، «من تظن نفسك؟»، سعت لاوسون للكشف عن بعض أصول أسرتها. تتبعت أجدادها إلى اليهود الأشكناز الذين ينتمون إلى أوروبا الشرقية وألمانيا، تاركين لاوسون مندهشة من عدم وجود أصل سفاردي، كما اعتقدت. كما كشفت أن جدها الأكبر الكبير للأم، كونراد سامس (لاحقًا كولمان جوزيف)، قد فر إلى إنجلترا من أمستردام في عام 1830 هربًا من عقوبة السجن عقب إدانته بالسرقة. تزوجت ابنته هانا من صمويل غلوكستين، الذي كان يعمل مع بارنيت سالمون من سالمون وغلوكشتاين. كان لديهم العديد من الأطفال، بما في ذلك إيزيدور ومونتاج غلوكشتاين، الذين أسسوا مع سالمون “جيه ليون وشركاه” في عام 1887،  وهيلينا التي تزوجته. أحد أبناء هيلينا وبارنيت سالمون كان ألفريد سالمون (1868-1928)، الجد الأكبر لنايجيلا لوسون.

## التعليم
أمضت لوسون بعض طفولتها في قرية ويلز في كينيرتون العليا. كان عليها أن تنقل المدارس تسع مرات بين سن 9 و 18، وبالتالي فقد وصفت سنواتها المدرسية بأنها صعبة. «كنت صعبه، ومُخادِعه، جيده في العمل المدرسي، لكنني أظننى كنت وقحه، وأنا شديده الشدة» ، كما قالت لوسون.  تلقت تعليمها في العديد من المدارس المستقلة، من بينها مدرسة Ibstock Place School ومدرسة Queen's Gate ومدرسة Godolphin و Latymer. عملت في العديد من المتاجر في لندن،  وذهبت للتخرج من جامعة أكسفورد  مع شهادة في لغات العصور الوسطى والحديثة، كطالب في ليدي مارغريت هول. عاشت في فلورنسا، إيطاليا، لبعض الوقت.

## مرجع
- نيجيلا لاوسون من الموسوعة الإنجليزية

## وصلات خارجية
- نايجيلا لاوسون على موقع IMDb (الإنجليزية)
- نايجيلا لاوسون على موقع الموسوعة البريطانية (الإنجليزية)
- نايجيلا لاوسون على موقع إن إن دي بي (الإنجليزية)
- نايجيلا لاوسون على موقع قاعدة بيانات الفيلم (الإنجليزية)
- الموقع الرسمي